# クイーンズランド交響楽団
クイーンズランド交響楽団（Queensland Symphony Orchestra）は、オーストラリアのオーケストラ。クイーンズランド州ブリスベンに本拠を置く。

## 概要
1947年に45人編成で創立される。1970年代に71人に団員が増員された。2001年にクイーンズランド・フィルハーモニー管弦楽団と合併して、一時的にクイーンズランド管弦楽団（The Queensland Orchestra）を名乗るも、2010年に元の名称に戻った。

## 歴代の首席指揮者
- ジョン・ファーンズワース・ホール （1947年 - 1954年）
- ルドルフ・ペカーレク （1954年 - 1967年）
- スタンフォード・ロビンソン （1968年 - 1969年）
- エズラ・ラクリン （1970年 - 1972年）
- パトリック・トーマス （1973年 - 1977年）
- ヴァンコ・チャブダルスキ （1978年 - 1982年）
- ヴェルナー・アンドレアス・アルベルト （1983年 - 1990年）
- ムハイ・タン（1991年 - 2001年）
- マイケル・クリスティ（2001年 - 2004年）
- ヨハネス・フリッチュ（2001年 - 2004年）
- アロンドラ・デ・ラ・パーラ（2017年 - 2019年）
- ヨハネス・フリッチュ（2021年 - 2022年）
- ウンベルト・クレリチ（英語版）（2023年 - ）[3]